# Clara Sherman
Nezbah Gould, conocida como Clara Nezbah Sherman, (Newcomb, 18 de febrero de 1914-31 de julio de 2010) fue una artista estadounidense originaria del pueblo navajo, particularmente conocida por sus alfombras navajo. 

## Biografía
Nacida como Nezbah Gould, su madre pertenecía al clan Hashtłʼishnii, y su padre al Naashashí Dineʼé. Fue la última sobreviviente de diez hermanos, incluida una hermana adoptiva. Sherman y sus hermanos aprendieron a tejer de niños gracias a su familia, que se especializó en el oficio. Tuvo varios hijos con su esposo, John Sherman. Sus hijas y nietas también aprendieron a tejer.
Tocaba la armónica y podía «mantener una melodía y una línea de bajo al mismo tiempo».
En 2006 el gobernador de Nuevo México le otorgó el Premio del Gobernador a la Excelencia en las Artes en asociación con el Fondo Nacional de las Artes. Es una de las artistas cuyo trabajo está disponible en el histórico Toadlena Trading Post en New Mexico Arts' Fiber Arts Trail.